# Brettfalltunnel
De Brettfalltunnel is een 1,3 km lange autowegtunnel die deel vormt van de Zillertalstraße (B 169) en toegang biedt tot het Zillertal in Tirol. De tunnel betaat uit een tunnelbuis en heeft twee rijbanen.

## Ligging
De Brettfalltunnel gaat onder de berg Larchkopf aan het begin van het Zillertal door. Op de Larchkopf bevindt zich het dorpje Maria Brettfall, wat ook de naamgever van de tunnel is. De Tunnel is onderdeel van de B 169 Zillertalstraße en het belangrijkste onderdeel van de 3,2 km lange omleiding om het dorp Strass im Zillertal, die gebouwd is om het dorp van doorgaand verkeer naar het Zillertal te ontlasten. In het noorden is de tunnel kruisingvrij aan die Tiroler Straße verbonden en is er een oprit naar Inntalautobahn richting Wiesing/Achensee/Zillertal. De straat gaat verder als B 181 Achenseestraße naar de Achensee. De tunnel ligt grotendeels in het gemeentegebied van Strass, de zuidelijke tunnelingang en een klein deel van de tunnel liggen in de gemeente Schlitters.

## Bouw
De bouw is begonnen op 1 April 1993. De tunnel is met bergbouwtechniek tot stand gekomen en is in 1995 opgeleverd. In 2007 is de tunnel gerenoveerd en daarmee op veiligheidsgebied op de laatste stand der techniek gebracht.

## Verkeer
In het jaar 2011 passeerden er gemiddeld 17.433 voertuigen per dag door de tunnel, dat zijn dagelijks gemiddeld 1100 voertuigen meer als vijf jaar daarvoor. Bovengemiddeld veel verkeer gebruikt de tunnel in de winterperiode met aantallen die 10,6% hoger liggen dan gemiddeld over het jaar heen. De meeste voertuigen worden op de zaterdagen in de winterperiode geteld, dan zijn er doorgaans veel en lange files die zich aan beide zijden van de tunnel formeren, onder andere door instelling van de bloktijden waarbij er slechts vanuit een rijrichting door de tunnel kan worden gereden. In 2011 werd er op 43 dagen de hoeveelheid van 20.000 voertuigen overschreden. Het vrachtwagenaandeel ligt doorgaans rond de 20%. In het jaar 2018 werden er 19.195 vaartuigen per dag geteld.
Doordat er meerdere dodelijke ongevallen hebben plaatsgevonden sind de in gebruikname wordt de Brettfalltunnel onder de gevaarlijkste tunnels van Oostenrijk geschaard. Volgens het Kuratorium für Verkehrssicherheit ligt het ongevalpercentage 70% hoger in vergelijking met soortgelijke tunnels in Oostenrijk.